# Kota (Bhojpur)
Kota (nep. कोट) – gaun wikas samiti we wschodniej części Nepalu w strefie Kośi w dystrykcie Bhojpur. Według nepalskiego spisu powszechnego z 2001 roku liczył on 919 gospodarstw domowych i 4485 mieszkańców (2313 kobiet i 2172 mężczyzn).